# 吉田潤
吉田潤（よしだ じゅん），本名吉田聰，日本AV男優，出生於埼玉縣，引退後曾任色情片製作公司@one Communication製作部長。

## 略歷
活躍於1980年代後期至1990年代之間。鼻子又大又挺，被稱為「卡通般的鼻子」。喜歡AV女優的一隻腿抬高、側背位的姿勢，又擅長指交，被稱為金手指始祖。